# Venom (banda)
Venom es una banda británica de heavy/black/speed metal formada en Newcastle, Inglaterra en 1979. Fueron considerados parte de la Nueva Ola del Heavy metal Británico NWOBHM junto a bandas como Iron Maiden, Saxon, Def Leppard, Praying Mantis, Diamond Head, etc.
Originalmente formada como un quinteto por los guitarristas Conrad "Cronos" Lant y Jeffrey "Mantas" Dunn, el batería Tony "Abbadon" Bray, el vocalista Clive "Jesus Christ" Archer y el bajista Alan Winston. Pero la formación más exitosa fue la de Cronos (bajista y vocalista), Mantas (guitarrista) y Abbadon (baterista).
Venom se estableció como parte de la escena musical de la NWOBHM con su demo de 1980 "Demon", el cual les dio cierta reputación en el ámbito underground (esta grabación sería la única del grupo como cuarteto). En 1981 lanzan su álbum debut, Welcome to Hell, el cual es considerado un precursor directo del primitivo black metal. 
En 1982 el grupo alcanzó éxito a nivel underground con su álbum Black Metal, que fue una gran influencia para varios estilos que englobarían al llamado metal extremo (siendo considerado los padrinos del metal extremo), como el thrash metal, el death metal, y el black metal (el título del disco bautizó el nombre de este último género). 
En 1983 lanzan el álbum At War with Satan, que elevó el nivel estilístico de la banda y se coló en las listas de ventas de Suecia (#48) y Reino Unido (#64), lo que hizo que el grupo se pusiera momentáneamente a la altura de bandas exitosas como Judas Priest y Motörhead (precisamente la mayor influencia de Venom).
En 1985 lanzan el álbum Possessed, que aún se coló en las listas de ventas del Reino Unido (#99). 
Para 1987 la banda lanza el disco Calm Before the Storm con una nueva formación musical (En este disco no participó Mantas, por lo que se contrató a 2 guitarristas apodados "Jimi" y "Mykvs").
El disco obtuvo críticas mezcladas pese a que se alejó totalmente de los temas satánicos esperables, ya que la banda prefirió el tipo de literatura a lo J.R.R. Tolkien y algunos temas que trataban sobre lo oculto y lo paranormal.
Después de este álbum Cronos abandonó el grupo para realizar su carrera en solitario a los cuales se le unieron "Jimi" y "Mykvs". Después de este acontecimiento Abaddon retomó contacto con Mantas para reformar la banda para lo cual se les uniría Tony Dolan (alias "Demolition Man") con el cual grabaron 3 discos Prime Evil, Temples of Ice y The Waste Lands, trabajos que ya no alcanzaron el éxito que la banda obtuvo en los 80s, llevándolos a una momentánea disolución. 
Vuelven con Cronos en 1997 con el disco Cast in Stone, tras lo cual editan álbumes como Resurrection (2000), Metal Black (2006), Venom (2008), o Fallen Angels (2011). 
Venom, siendo uno de los precursores del black metal (pese a que este honor no es del agrado de Cronos) han moldeado muchas de las características básicas y distintivas de este género.
Desde su primera grabación disponible (el sencillo "In League with Satan / Live Like an Angel, Die Like a Devil"), el grupo se distinguió por la contundencia de su sonido, distinto de las demás bandas de principios de los 80s (más tarde lo catalogarían como metal extremo), salpicado de la crudeza y rapidez directa del punk. 
Otra característica inconfundible del grupo fue su continua celebración del satanismo, lo oculto y la épica de las guerras en cada una de sus letras.

## Biografía

### Los orígenes
Venom originalmente se formó como un quinteto (una voz, dos guitarras, un bajo y una batería) bajo el nombre Guillotine en 1978. Sus influencias originales, o quizás debamos decir las de su guitarrista líder Jeff Dunn, quien comandaba musical e ideológicamente a la banda, fueron la concreción musical entre el punk y el metal, los agresivos y rápidos riffs, la atracción por lo oculto y el valor de shock.
Después de que el vocalista y el batería originales abandonaran el grupo por diferencias personales (el batería Chris McPeters decidió casarse y el vocalista Dave Blackman se molestó cuando en un ensayo del grupo, su jardín terminó incendiado por fuegos artificiales), el azar determinó que Jeff Dunn conociera en un concierto de Judas Priest en Newcastle a los que para entonces eran miembros de la banda Oberon, el batería Tony Bray y el vocalista Clive Archer. Tras observar que ambos mostraban un descontento con la escena del metal del momento, donde las bandas más pesadas pasaban por ser Judas Priest y Motörhead, Dunn les ofreció a ambos músicos audicionar por las posiciones vacantes en la banda.
A finales de 1979, el segundo guitarrista de la banda, D. Rutherford decidió abandonar también el proyecto por razones personales y la posición de segunda guitarra fue ocupada por Conrad Lant a quién Dunn había conocido en casa de un amigo común. Con la llegada de Lant, Venom había definido completamente el carácter musical y lírico por el cual sería conocido, la banda cambió el nombre de Guillotine por el de Venom, y sus integrantes adoptaron los nombres sacrílegos por los que hoy se les conoce (Cronos: Conrad Lant, Mantas: Jeff Dunn, Abbadon: Tony Bray, y Jesuchrist: Clive Archer). Por esa época el bajista original, Dean Hewitt, fue sustituido por el recién llegado Alan Winston.
Winston terminaría por dejar la agrupación en menos de un año, una semana antes del primer concierto de la banda en el Club Meth en Wallsend, Inglaterra. A partir de ese momento Cronos asumió la responsabilidad de tocar el bajo, diciendo simplemente que "tocar el bajo no podía ser tan difícil después de todo". Venom se convirtió de esta forma en un cuarteto con una voz líder (Jesuchrist), un guitarra (Mantas), un bajista (Cronos) y un batería (Abbadon).
En abril de 1980, esta formación entró al estudio para grabar la primera de sus demos incluyendo otros tres temas clásicos, «Angel Dust», «Raise the Dead», y «Red Light Fever». Pero esta sería la única grabación conocida de Venom como cuarteto, porque Clive Archer dejaría la banda poco después. A continuación el grupo se concentraría en componer nuevos temas y en ensayar los que ya tenían, mientras conseguían una nueva voz líder.
Fue durante uno de estos ensayos, que Cronos tomó el micrófono para acompañar uno de los temas recién compuestos por Mantas («Live like an Angel) y en seguida, Mantas y Abbadon reconocieron que esa combinación de cánticos guturales y alaridos era precisamente el sonido que estaban buscando para su banda.

### 1981 – 1986
La primera grabación de Venom como trío fue el sencillo «In League with Satan». Este fue uno de los temas incluidos en el álbum debut de Venom, Welcome to Hell, publicado a comienzos de 1981. El álbum está considerado el primer disco de thrash metal y black metal, y tuvo una importante influencia para el desarrollo de estos estilos. Welcome to Hell contiene la canción «Mayhem with Mercy» que sirvió de inspiración para el nombre de la banda noruega Mayhem. El disco era en realidad un recopilatorio de demos y según el propio Cronos esa es la razón por la cual hay una gran diferencia en la calidad de sonido entre Welcome to Hell y su segundo álbum.
Un año después de la publicación de Welcome to Hell, vio la luz el álbum Black Metal´, considerado por muchos como el disco más importante de Venom. Black Metal está citado como quizás la influencia más importante para el desarrollo del black metal, thrash metal, death metal, y otros estilos que formarían lo que se define como metal extremo.
El tercer LP del grupo At War with Satan elevó el nivel estilístico de las interpretaciones (incluyendo un tema del mismo nombre en forma de epopeya de 21 minutos que ya había sido introducido en la grabación anterior). At War with Satan colocó a Venom al mismo nivel que otros grupos exitosos de la época como Iron Maiden y Motörhead. Además se coló en las listas de álbumes de Reino Unido (#64) y Suecia (#48).
Para 1985 Venom lanza Possessed el cual aun cuando en esencia conserva los elementos básicos de la banda, coquetea abiertamente con las fronteras comerciales del género proponiendo una visión más refinada del sonido del grupo y alejándose del satanismo clásico para sólo acariciar lo oculto como propuesta. La banda reconoció inmediatamente el rechazo y rápidamente grabó un nuevo álbum llamado Deadline, pero este nunca vería la luz porque Mantas decidiría apartarse de Venom para intentar una carrera en solitario.

### 1987 – 1989
Para reemplazar a Mantas fueron contratados dos guitarristas: Mike Hickey y Jim Clare. Su álbum de 1987 Calm Before the Storm, abandonó la temática satánica en favor de la literatura de J. R. R. Tolkien. Este álbum se vendió muchísimo peor que Possessed, y Lant, Clare y Hickey dejaron Venom tras el tour promocional.

### 1989 - 1993

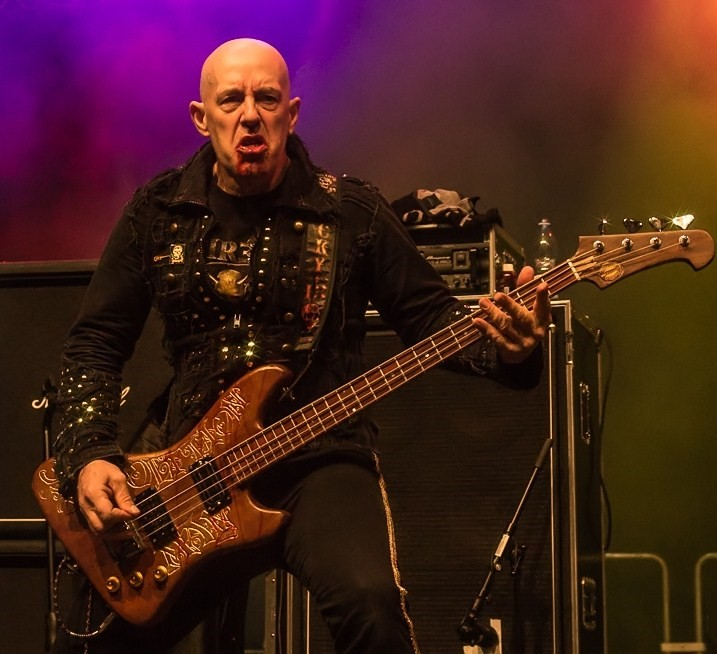
Tony Dolan, en la imagen actuando en 2013, ingresó como bajista y vocalista en 1989.

Abaddon retomó el contacto con Mantas y le convenció de volver a trabajar con él en un nuevo proyecto llamado Sons of Satan. En una conversación telefónica con Cronos, Abaddon le preguntó si tendría algún problema en que siguieran usando el nombre Venom en lugar de Sons of Satan. El bajista respondió que no tenía ninguna objeción, pues ellos eran miembros originales de Venom y tenían todo el derecho de continuar con ese nombre.
Abaddon y Mantas contrataron al guitarrista Al Barnes y al sustituto de Cronos, Tony Dolan, conocido por ser el bajista del grupo británico Atomkraft. La banda comenzó a trabajar en su siguiente álbum, Prime Evil. Dolan tenía una voz parecida a la de Cronos y era un bajista talentoso; en Venom escogió el apodo "Demolition Man". Aun así Dolan no se veía como el sustituto de Cronos:

"No estoy intentando reemplazar a Cronos, pues sería una locura pensar que lo podría hacer. Lo que hizo en esta banda fue sensacional y único. Pero puedo ser yo mismo, y siento que debo aportar algo nuevo a Venom. Es un nuevo comienzo, y es el camino que queremos seguir con nuestra música".

La banda grabó Prime Evil en 1989, que fue recibido bastante bien por la crítica, pero no entre parte de los fans, que echaron en falta a Cronos. El sonido de la banda parece volver a sus orígenes y las letras vuelven a tratar sobre el satanismo. Pero Venom sigue sin recuperar su fama y la popularidad del grupo sigue cayendo. La ola de thrash metal, iniciado en Europa por Venom no estaba pasando por un buen momento, y la tendencia de la década de 1990 es de hecho más death metal de grupos como Cannibal Corpse o Deicide.
Tony Dolan, a pesar de sus cualidades como frontman, no fue bien aceptado entre los fanes del grupo y sufrió las consecuencias:

"Hay personas que gritan que vuelva Cronos en nuestros conciertos. Me gustaría que sucediera. Pero de momento lo único que pido es que la gente me de la oportunidad de demostrar lo que puedo hacer".

La banda cambió a su guitarrista (Al Barnes fue sustituido por Steve White), continuó la gira y terminó siendo una sombra de lo que había sido. Dos nuevos álbumes fueron publicados: Temples Of Ice y The Waste Lands 1991 y en 1993, respectivamente; que fueron completamente ignorados por la crítica y los fanes. En estos discos, el grupo experimentó con nuevos sonidos, incluyendo sintetizadores, pero ni así consiguen llamar la atención.
En 1993 Venom anuncia su separación.

### 1995 – 2002
En 1995, Cronos retomó el contacto con Mantas y Abaddon con la intención de reunir a la formación clásica de Venom. La noticia de la reformación de la banda fue una noticia de gran importancia para la prensa especializada y dio esperanzas a sus fans. Venom encabezó el festival neerlandés Dynamo Open Air de 1996 ante aproximadamente 90.000 personas.
En 1997 fue publicado el esperado álbum de reunión, Cast In Stone. Fue muy bien recibido por la crítica y los fans, y fue una sorpresa para muchos que esperaban un regreso al sonido de Black Metal. Las letras, escritas por Cronos, sin embargo, están muy en consonancia con las de la década de 1980. El álbum también fue publicado con un CD bonus que incluye nuevas versiones de sus canciones clásicas.
Sin embargo, a pesar del éxito escénico y comercial de esta formación, la situación detrás de los escenarios estaba lejos de ser idílico. Abaddon y Cronos no soportaban trabajar juntos. El batería, que llevaba en la banda desde el principio, quería continuar como líder del grupo a pesar de los intentos de Cronos por regresar. Cronos respondió que él era un miembro insustituible dentro del grupo y si alguien debía irse, sería mejor que este fuera Abaddon. Sin embargo, los tres miembros acordaron tratar de grabar un nuevo álbum.
Mantas y Cronos se reunieron en un estudio en Alemania para comenzar a componer. Para grabar las pistas de batería, Cronos llamó a su hermano Anthony "Antton" Lant como músico de sesión. Abaddon dejó la banda de forma permanente y Antton se convirtió en miembro oficial. El nuevo álbum, llamado Resurrection, fue publicado en el año 2000. Aunque generalmente se lo menciona como una continuación de Cast in the Stone, en particular en las letras, la banda innova musicalmente acercándose al groove metal de bandas como Pantera, Sepultura o Soulfly.
Venom participó ese verano en el festival alemán Wacken Open Air como uno de los cabezas de cartel.

### 2002 - 2006

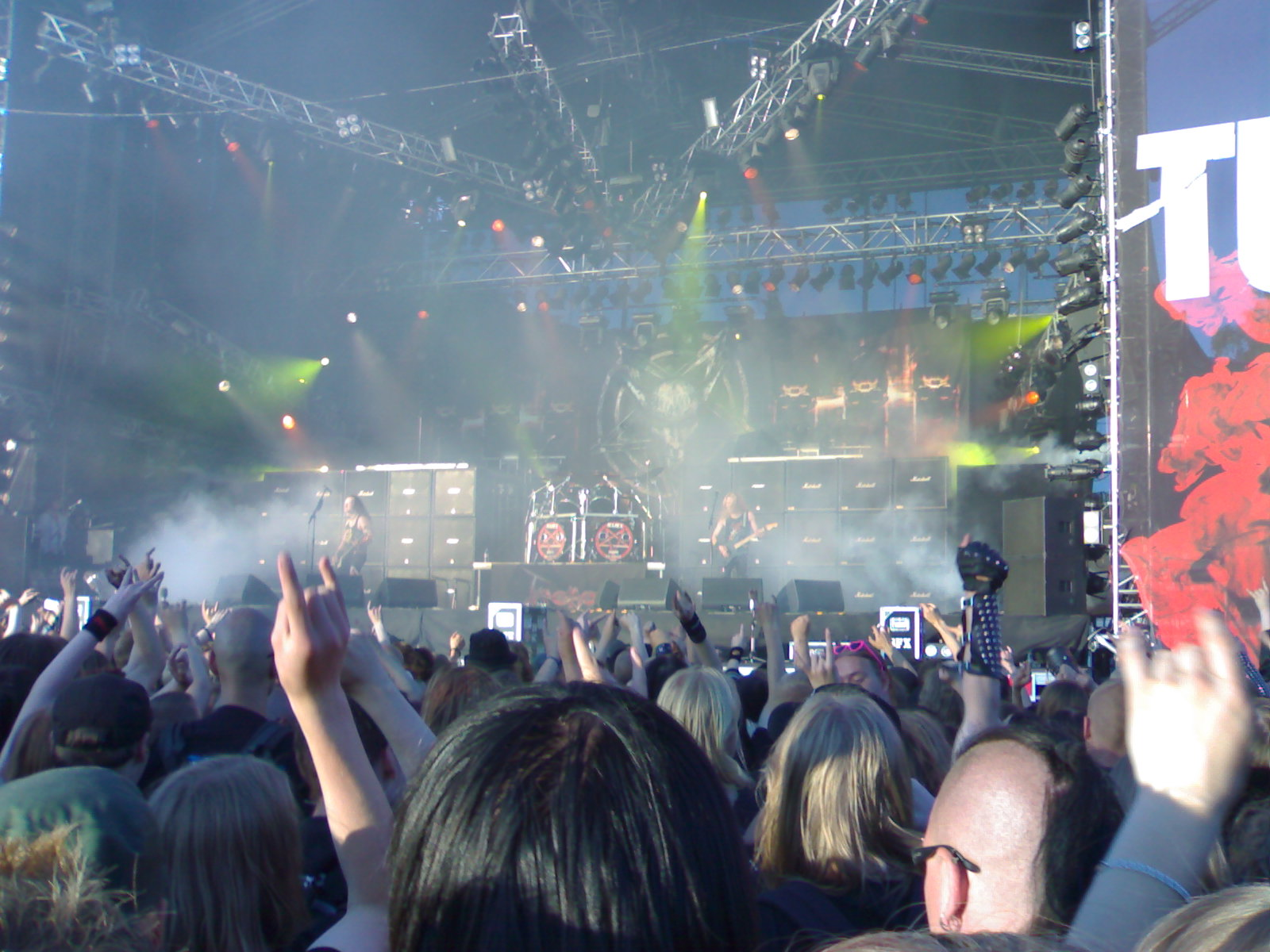
Venom en el Tuska Open Air 2006.

En febrero de 2002, Cronos sufrió un accidente durante una escalada en Gales. La caída fue muy grave y eso le impidió cantar y tocar su instrumento durante un tiempo. Todos los conciertos de la banda fueron cancelados y Cronos comenzó su rehabilitación.
Mantas aprovechó esta inesperada ruptura para comenzar nuevos proyectos. El principal fue la reformación de su proyecto homónimo que publicó el álbum Zero Tolerance en 2004 y que grabaron Tony Dolan y Al Barnes (exmiembros de Venom). Antton también participó con algunos grupos británicos.
La década del 2000 fue también el periodo durante el cual la mayor parte de la discografía de Venom fue remasterizada y reeditada, principalmente por Sanctuary Records, que ya había reeditado gran parte del catálogo de Black Sabbath y Motörhead.
En 2004, Cronos dejó su rehabilitación y participó en Probot, un proyecto de heavy metal formado por Dave Grohl (exbatería de Nirvana) y en el que también colaboraron Lemmy Kilmister, King Diamond, Lee Dorrian, Thomas Gabriel Fischer o Max Cavalera. Cronos anunció poco después de que tenía intención de volver a reunir a Venom en los estudios de grabación. Mantas hizo oficial su decisión de no volver a reunirse con la banda. El guitarrista aun así accedió a colaborar en la composición del álbum y le dijo a Cronos que era libre de usar el nombre de Venom a su antojo y de publicar el álbum que quisiera. Mantas fundó poco después la banda Dryll.
Con el fin de reemplazar a Mantas, Cronos llamó a su antiguo compañero Mike Hickey, que ya había sustituido a Mantas en la grabación del álbum Calm Before The Storm. Después de la ruptura del proyecto homónimo de Cronos en 1995, Mike Hickey colaboró con grupos como Carcass y Cathedral.
En su regreso a Venom, eligió el seudónimo "Mykvs".
Tras reformarse la banda, con un line-up completamente nuevo, Venom comenzó a trabajar en un nuevo álbum. Fue publicado en 2006 y titulado Metal Black. El título y la portada del álbum hacen una referencia obvia a su álbum Black Metal, anuncia una voluntad real del grupo por volver a sus orígenes. El álbum destaca por ser menos producido que su anterior álbum, Resurrection. Los riffs son menos desarrollados y las letras están en el límite de la auto-parodia. El álbum, promocionado por el sencillo Antichrist (primer sencillo publicado por Venom en más de 15 años), fue un éxito y le siguió una extensa gira. El recorrido pasó por el centro de Europa, Reino Unido, Escandinavia y, finalmente, los Estados Unidos. Phil Anselmo, excantante de Pantera fue invitado a cantar con la banda en varias fechas.

### 2007 - actualidad

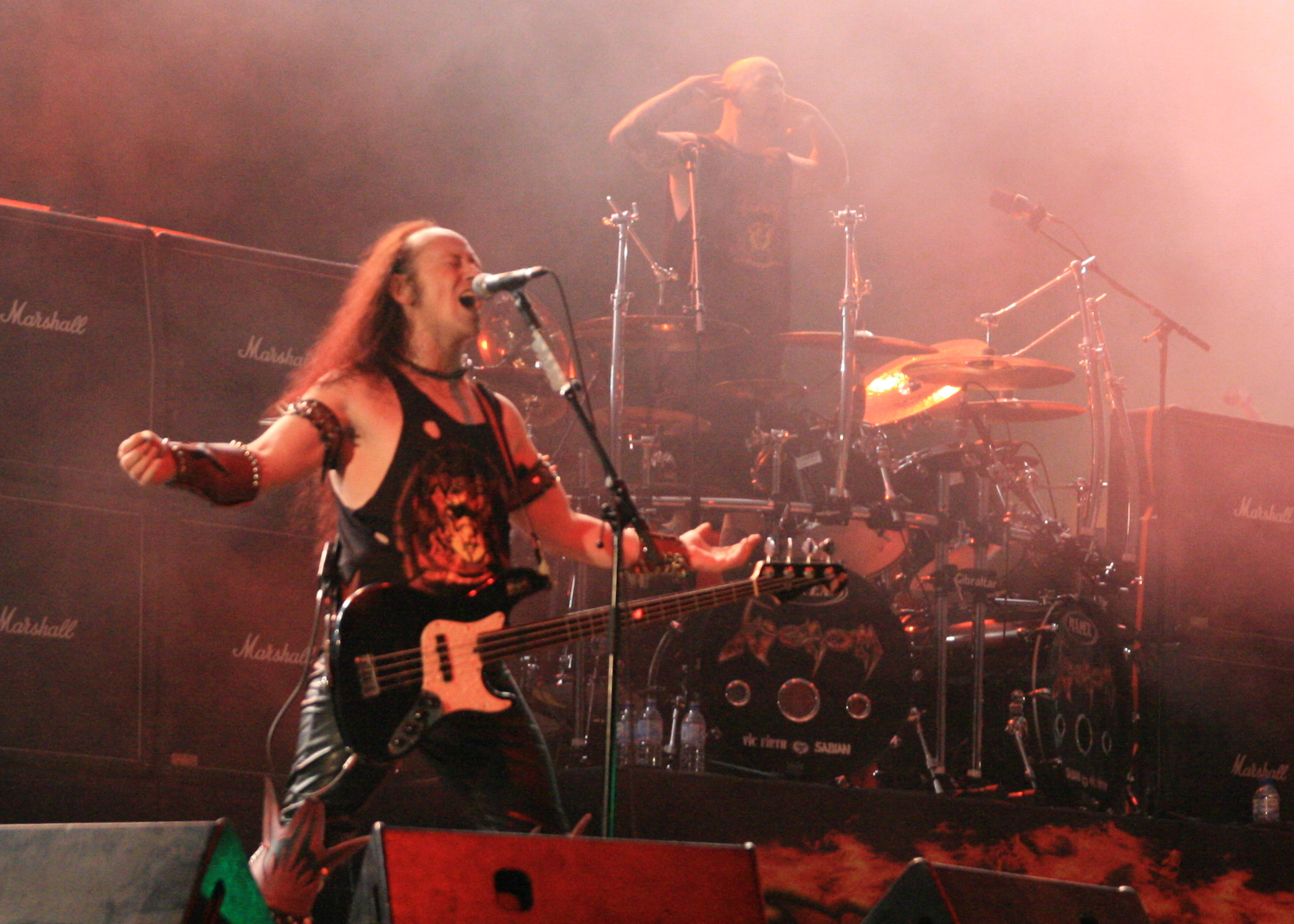
Venom actuando en el Hellfest Open Air de 2008.

Mike Hickey dejó la banda en 2007 por motivos personales. Fue reemplazado por Stuart Dixon (alias "Rage"), un joven y desconocido guitarrista de Newcastle. Con su nueva formación, Venom continuó su camino y publicaron en 2008 el álbum Hell. A pesar de la relativa falta de originalidad, fue un álbum de relativo éxito.
Venom no hizo una gira tras la publicación de este álbum. Sin embargo, el grupo realizó algunos conciertos importantes, principalmente su participación como cabezas de cartel del festival francés Hellfest en 2008. El grupo no tocaba en Francia desde la década de los años 80. La banda también encabezó el Rock'Em All Festival en Atenas, acompañada por Iced Earth.
En 2009, Antton, batería de Venom desde 1998, anunció su salida del grupo. Antton declaró que estaba satisfecho con su papel de sucesor de Abaddon, pero que necesitaba más tiempo para su proyecto DefConOne. Cronos encontró a su sustituto en Danny Needham, un joven batería que tocaba en el proyecto en solitario de Tony Martin (exvocalista de Black Sabbath). Needham eligió como apodo "Danté".
El grupo realizó en diciembre de 2009 una mini-gira de 5 fechas por Sudamérica llamada The South American Dates Of Hell 2009. Este tour fue un evento pequeño, porque la banda no tocaba en América del Sur desde la gira del álbum Calm Before the Storm en 1988. En febrero de 2010, anunciaron la publicación de un nuevo álbum en verano. En agosto participaron por primera vez en el festival noruego de metal extremo Hole in the Sky como cabezas de cartel.

## Influencia y estilo musical
Siendo una de las bandas precursoras del metal extremo, Venom ha influido a posteriores grupos de black, death y thrash metal como Metallica, Megadeth, Voivod, 
Slayer, Kreator, Sodom,  Destruction,  Pantera,  Sepultura,  Possessed, Death, Bathory, Obituary, Exodus,Mayhem
entre otras. Entre las bandas que han mencionado a Venom como influencia o han hecho covers de sus canciones cabe destacar a Aura Noir, Acheron, Behemoth, Carpathian Forest, Hypocrisy, Mayhem, Obituary, Immortal, Cradle of Filth, Pantera, Devildriver, Satanic Warmaster Therion, entre otras. 
Venom posee un estilo musical muy bien definido, debido a que la banda se inspiró en bandas de hard rock setentero como Deep Purple y Led Zeppelin, además de bandas de heavy metal como Black Sabbath, Motörhead y Judas Priest. También bandas de punk rock como Sex Pistols y Ramones. Todas estas bandas ayudaron a definir el estilo musical de Venom, Ya que Venom utilizó el punk rock para la rapidez y crudeza, el heavy metal para la contundencia y el potente sonido, el hard rock para el tecnicismo y la complejidad, además de utilizar las características visuales del shock rock, la lírica de la banda se enfoca en los temas sobre lo oculto, el satanismo, y lo mórbido, ejemplos de este tipo de categoría serían: "In League With Satan", "Countess Bathory", "The Seven Gates Of Hell" o "Too Loud (For The Crowd)". También cabe destacar que el dramatismo visual fue heredado por el grupo Kiss, debido al tipo de vestimenta. La música de Venom siempre ha sido discusión por parte de la crítica, los fanes y las revistas especializadas en el heavy metal, algunos han catalogado la música de Venom en Speed Metal y en Thrash Metal, otros los catalogan como Black Metal o Death Metal, incluso algunos los han etiquetado como Hardcore Punk (debido a que algunos de los temas de la banda poseen las características de este estilo musical) y la mayoría los han catalogado simplemente como Metal Extremo ya que en sí Venom ha tocado desde lo más rápido, hasta a veces tocar de una forma algo lenta, debido a esto se les cataloga Metal Extremo por qué esté término abarca estilos como el Speed Metal, Thrash Metal, Death Metal, Black Metal, Doom Metal, entre otros.

## Miembros

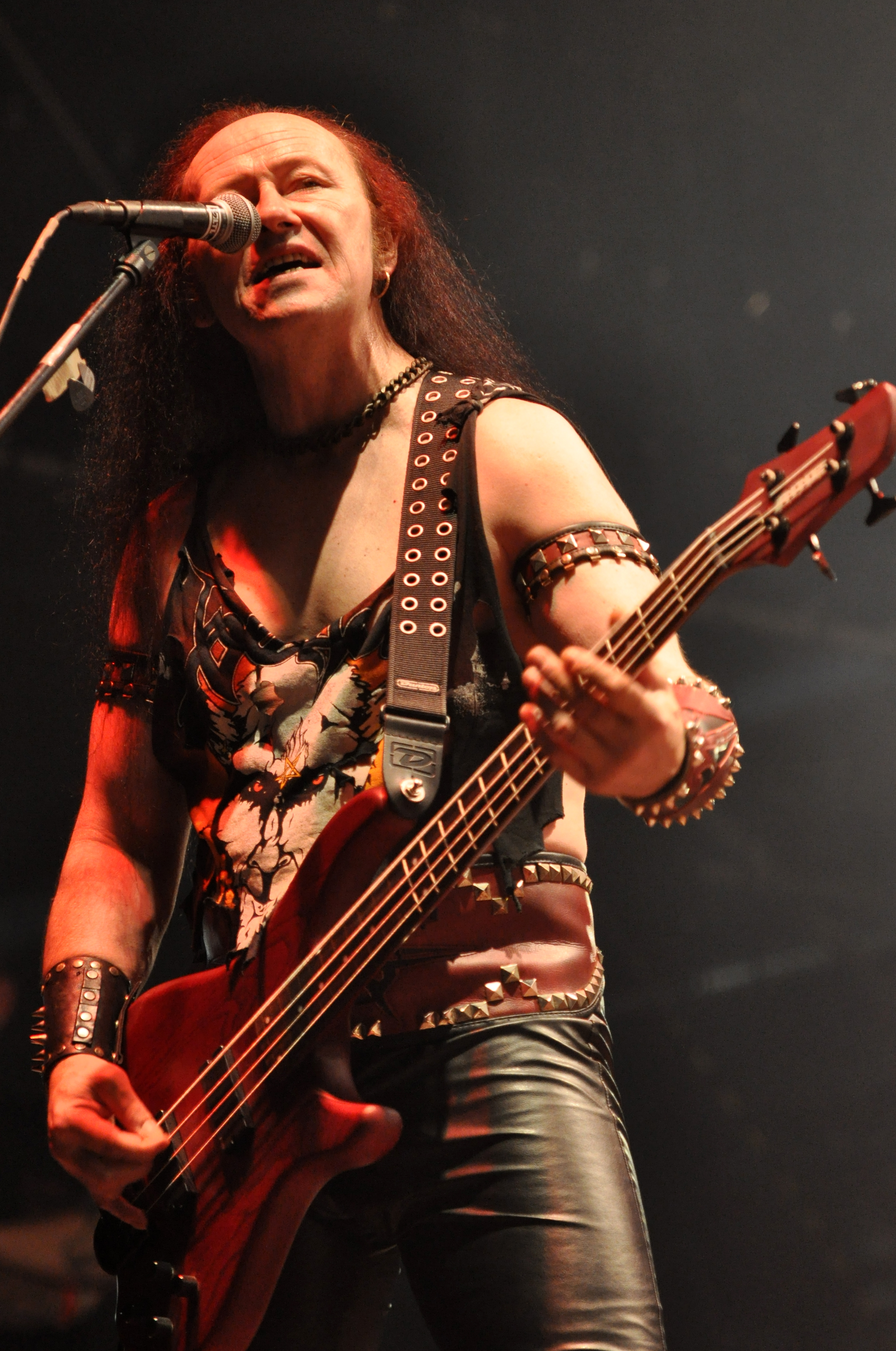
Cronos Voz, Bajo
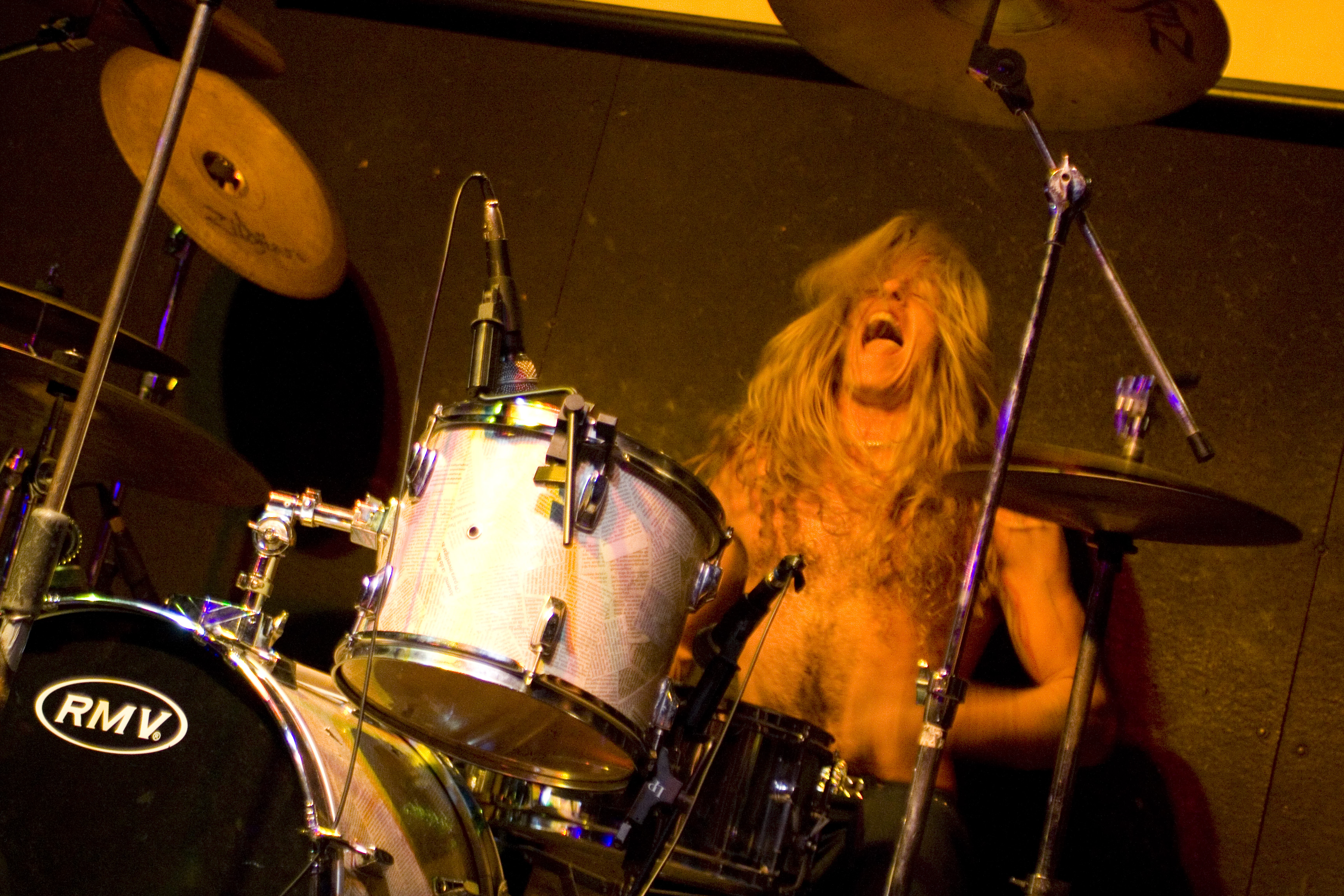
Dante Batería
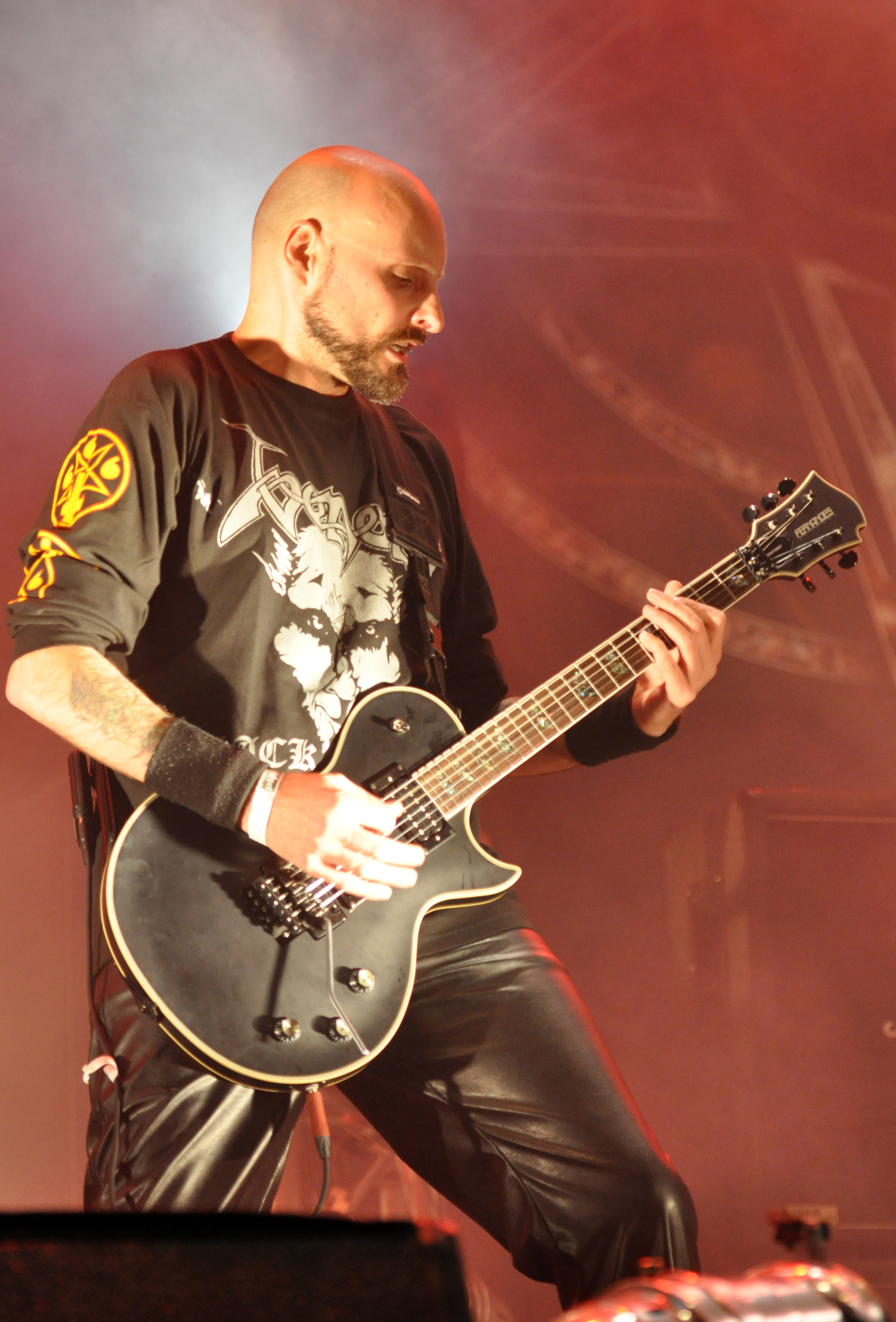
Rage Guitarra

| Nombre        | Alias          | Actividad                             | Instrumento         |
| ------------- | -------------- | ------------------------------------- | ------------------- |
| Jeffrey Dunn  | Mantas         | 1979 - 1985, 1989 - 1992, 1995 - 2004 | Guitarra            |
| Clive Archer  | Jesuchrist     | 1979                                  | Vocalista           |
| Alan Winston  |                | 1979                                  | Bajo                |
| Tony Bray     | Abaddon        | 1979 - 1992, 1995 – 1997              | Batería             |
| Jimmy Clare   |                | 1987                                  | Guitarra y teclados |
| Mike Hickey   | Mykus          | 1987, 2005 - 2007                     | Guitarra            |
| Al Barnes     |                | 1989 - 1991                           | Guitarra y bajo     |
| Tony Dolan    | Demolition Man | 1989 - 1992                           | Bajo y vocalista    |
| Trevor Sewell | VSX            | 1991 - 1992                           | Teclados            |
| Steve White   | War Maniac     | 1992                                  | Guitarra            |
| Anthony Lant  | Antton         | 2000 - 2009                           | Batería             |

## Discografía
| Álbumes de estudio - 1981: Welcome to Hell - 1982: Black Metal - 1983: At War with Satan - 1985: Possessed - 1987: Calm Before the Storm - 1989: Prime Evil - 1991: Temples of Ice - 1992: The Waste Lands - 1997: Cast in Stone - 2000: Resurrection - 2006: Metal Black - 2008: Hell - 2011: Fallen Angels - 2015: From the Very Depths - 2018: Storm the Gates EP - 1985: Italian Assault - 1985: Japanese Assault - 1985: Canadian Assault - 1985: Nightmare - 1985: American Assault - 1985: French Assault - 1985: Hell at Hammersmith - 1986: Scandinavian Assault - 1987: German Assault - 1990: Tear Your Soul Apart - 1996: Venom'96 Álbumes en directo - 1986: Official Bootleg - 1986: Eine Kleine Nachtmusik - 1997: The Second Coming - 2001: Sons of Satan - 2002: Bitten - 2003: Witching Hour | Demos - 1980: Demon - 1982: To Hell and Back - 1983: At War with Satan - 2005: Antechrist Álbumes recopilatorios - 1985: Here Lies Venom - 1985: From Hell to the Unknown... - 1986: The Singles 80–86 - 1991: Acid Queen - 1992: The Book of Armageddon - 1993: In Memorium - 1993: Leave Me in Hell - 1993: Skeletons in the Closet - 1993: Old, New, Borrowed and Blue - 1996: Black Reign - 1993: Kissing the Beast - 1997: From Heaven to the Unknown - 2000: The Court of Death - 2002: In League with Satan - 2005: MMV Sencillos - 1981: In League with Satan - 1983: Bloodlust - 1983: Die Hard - 1984: Warhead - 1985: Manitou - 1985: Nightmare - 2006: Antechrist |

## Videografía
- 1983: Live E.P.
- 1984: The 7th Date of Hell - Live at Hammersmith Odeon
- 1985: Hell At Hammersmith
- 1985: Video Nightmare
- 1985: Combat Tour Live: The Ultimate Revenge
- 1990: Live '90
- 1996: The Second Coming
- 2004: Live in London 85